# Hylodes lateristrigatus
Hylodes lateristrigatus är en groddjursart som först beskrevs av Baumann 1912.  Hylodes lateristrigatus ingår i släktet Hylodes och familjen Hylodidae. IUCN kategoriserar arten globalt som livskraftig. Inga underarter finns listade i Catalogue of Life.